# Kajetan Koźmian

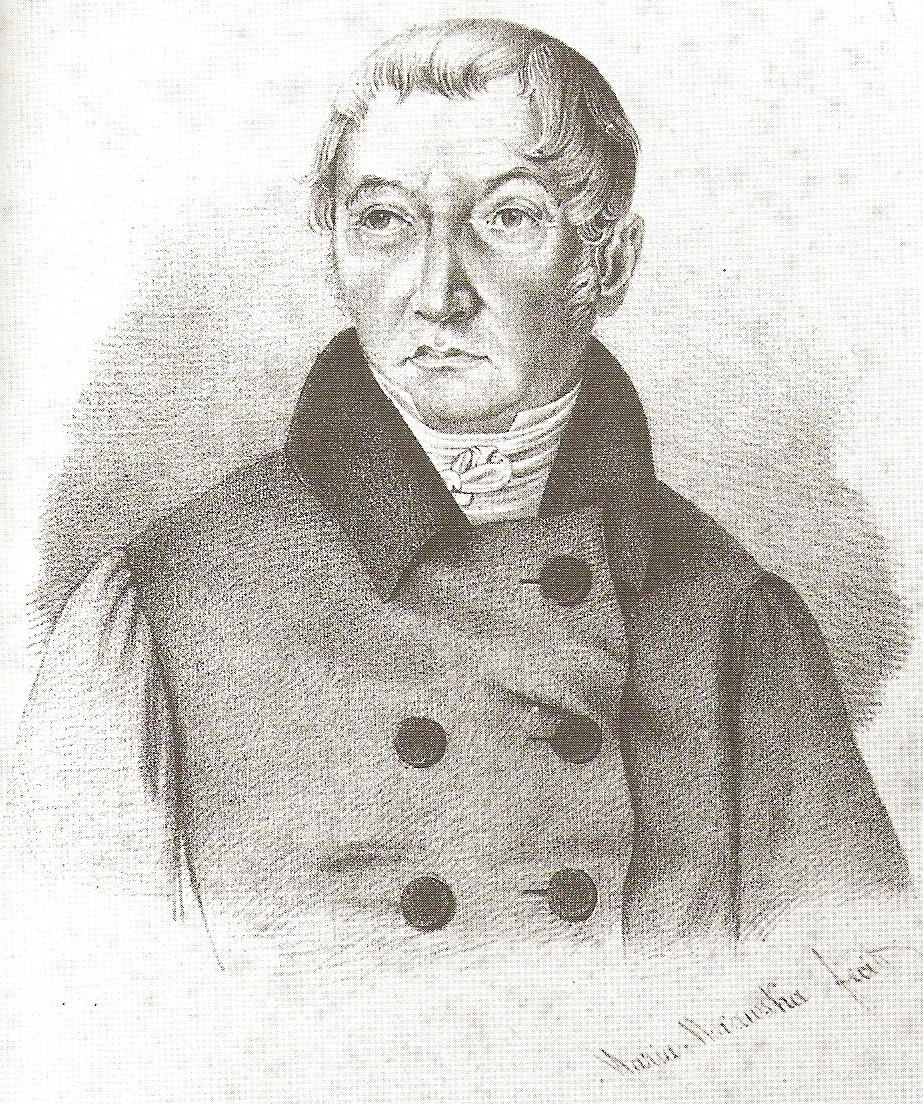
Kajetan Koźmian.

Kajetan Koźmian, född 31 december 1771 i Gałęzów, död 7 mars 1856 i Piotrowice, var en polsk författare. 
Koźmian skildrade i Stefan Czarniecki, ett epos i tolv sånger med 12 580 rimmade alexandriner (Poznań, 1858) kriget mot svenskarna 1655–1660.